# ایکینجی تیغیک
ایکینجی تیغیک (ترکی آذربایجانی: İkinci Tığık) یک منطقهٔ مسکونی در جمهوری آرتساخ است که در استان کاشاتاق واقع شده‌است.